# پتروواتس نا ملاوی
پتروواتس نا ملاوی (به صربی: Petrovac) یک شهرستان در صربستان است که در صربستان جنوبی و شرقی واقع شده‌است. پتروواتس نا ملاوی ۱۲۷ متر بالاتر از سطح دریا واقع شده‌است.